# RCN電視公司
RCN電視公司 是兩個哥倫比亞商營電視台之一，隸屬於阿迪拉·呂勒集團（Organización Ardila Lülle）。 它於1967年3月23日作為製作公司成立，並於1998年7月10日成立電視廣播部。
其主要股東為卡洛斯·阿迪拉·呂勒（Carlos Ardila Lülle）。 它製作了哥倫比亞最成功的電視劇之一 我是醜女貝蒂（Yo soy Betty, la fea）。

## 頻道
- Canal RCN
- RCN HD2
- RCN Novelas
- RCN Nuestra Tele Internacional
- NTN24
- MundoMax (2016年停播)

## 口号
- 2002-2017, 2019-2023: Nuestra tele
- 2017-2019: Nos gusta verte
- 2023年-至今: Encontrémonos

## 外部連結
- 官方网站 （西班牙文）